# Liptena albicans
Liptena albicans är en fjärilsart som beskrevs av Cator 1904. Liptena albicans ingår i släktet Liptena och familjen juvelvingar. Inga underarter finns listade i Catalogue of Life.